# Marfa Borétskaia

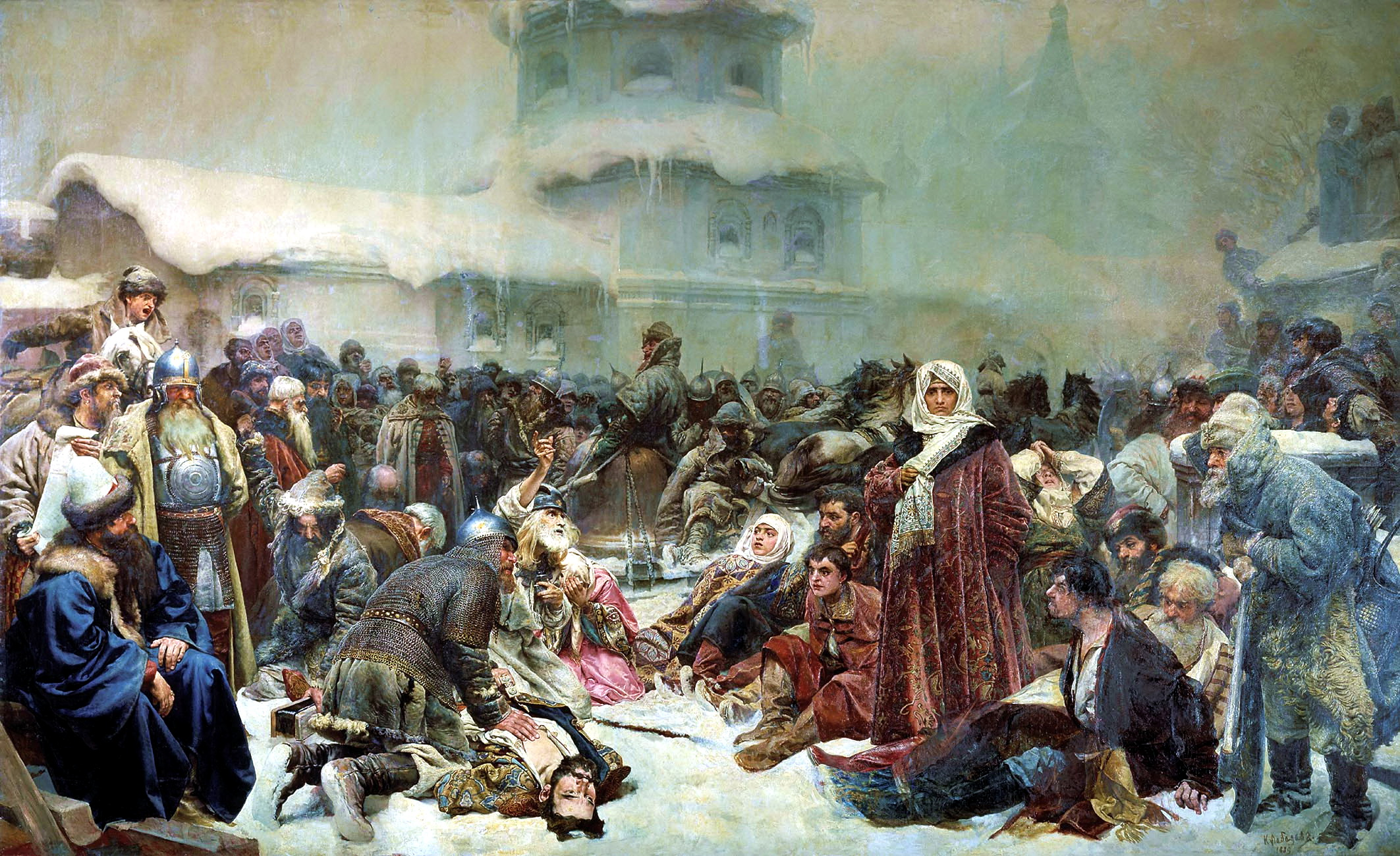
Marfa Posádnitsa. Destrucció del vetxe de Nóvgorod, de Klavdi Lébedev, 1889

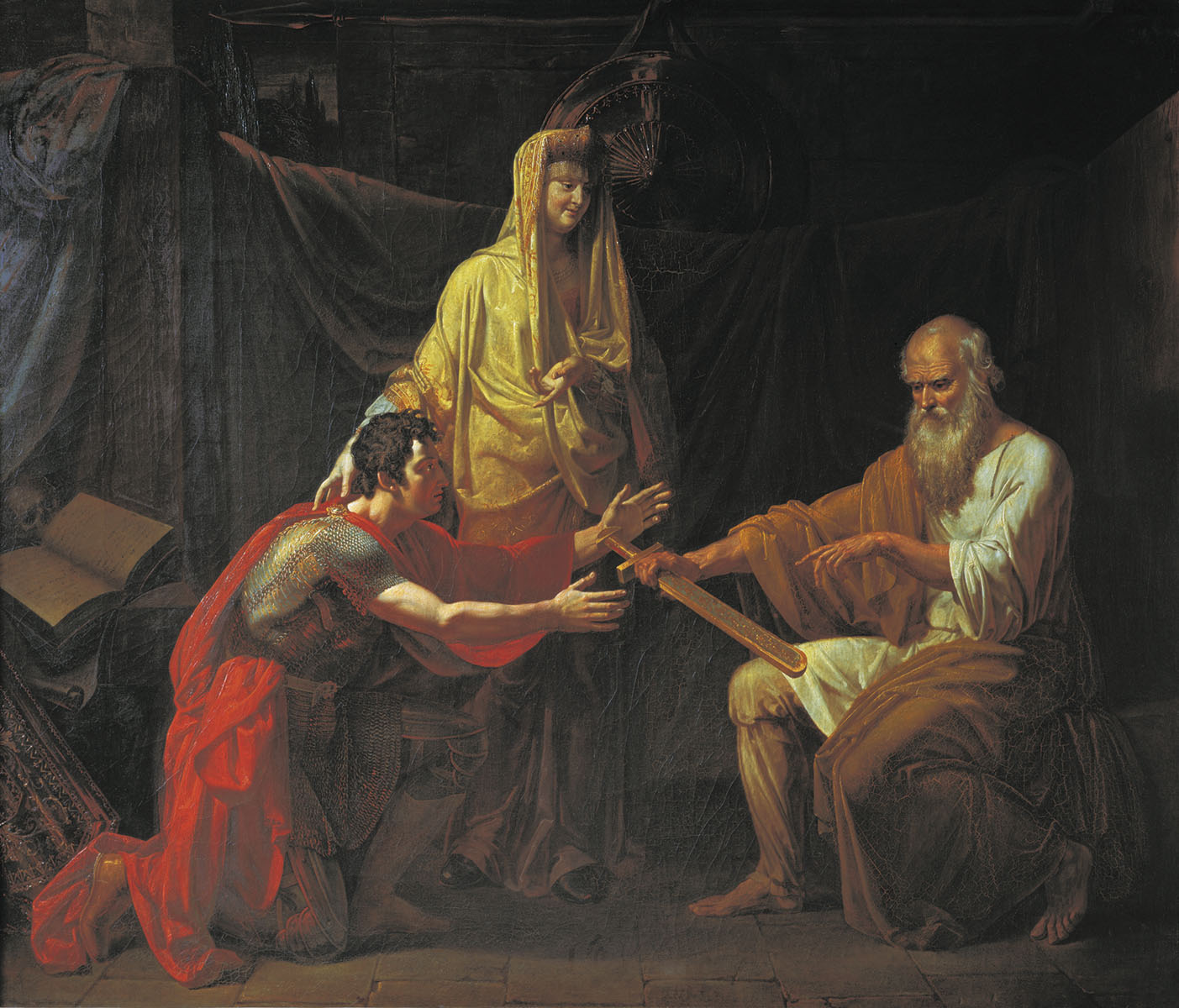
Teodossi Boretski li lliura l'espasa de Ratmir a Miroslav, cap dels novgorodesos i marit triat per Marfa per a la seva filla Xènia, de Dmitri Ivànov, 1808

Marfa Borétskaia, també coneguda com a Marta, la Possàdnitsa, rus: Марфа Посадница (diferents fonts indiquen que el seu patronímic era Semiónova, rus: Семёновна o Ivànova, rus: Ивановна) fou la dona d'Isaak Boretski, possàdnik de Nóvgorod de 1438 a 1439 i una altra vegada el 1453. Segons la llegenda i la tradició històrica, va liderar la lluita de la república contra Moscòvia des de la mort del seu marit i l'annexió de la ciutat per Ivan III de Rússia el 1478. Un cop perduda la ciutat, va fer vots monàstics i va morir al monestir, o bé fou executada.

## Biografia
Per bé que hom la coneix com a possàdnitsa, aquest no era un càrrec formal. Tradicionalment, a Rússia, es nomena amb l'equivalent femení del càrrec la dona de certs càrrecs; així doncs, la muller del sacerdot, s'anomenaria sacerdotessa i la muller d'un general, generala, sense que això signifiqui que exerceixen cap mena de poder. En el cas de Marfa, fou el centre de la facció antimoscovita i tenia suficient carisma o influència com a matriarca del clan, però mai va ocupar cap càrrec a Nóvgorod, ja que aquests eren ocupats pels terratinents homes.
Poc es coneix de la vida personal de Marfa. Va enviduar en algun moment de la dècada de 1460, i es convertí en una dels més rics terratinents de Nóvgorod (segons els Pistsóvyie Knigicadastres de terres compilats pels funcionaris moscovites a principis de la dècada de 1490) fins a les confiscacions dutes a terme per Ivan III en les dècades de 1470 i 1480. Va ser probablement amb motiu de la defensa de les seves riqueses que s'oposà als grans prínceps moscovites, els quals havien intentat fer-se amb les terres de Nóvgorod des de finals del segle xiv.
El 1471 Marfa i els seus fills, Dmitri i Fiódor, últims representants de la família antimoscovita Boretski, van intentar negociar amb Casimir IV Jagelló els termes de la unió de la ciutat al gran ducat de Lituània, ja que Casimir havia promès respectar els privilegis i drets de la ciutat. En tenir coneixement de les negociacions sobre l'adhesió de Nóvgorod al Gran ducat de Lituània, que violaven un acord anterior (el tractat de Iajelbitsi), Ivan III va portar les seves tropes contra Nóvgorod i va derrotar Marfa i la seva tropa de voluntaris de Nóvgorod en la Batalla de Xelon. Després de la batalla, el 24 de juliol de 1471, el fill de Marfa, Dmitri, va ser executat, per ordre del gran príncep.

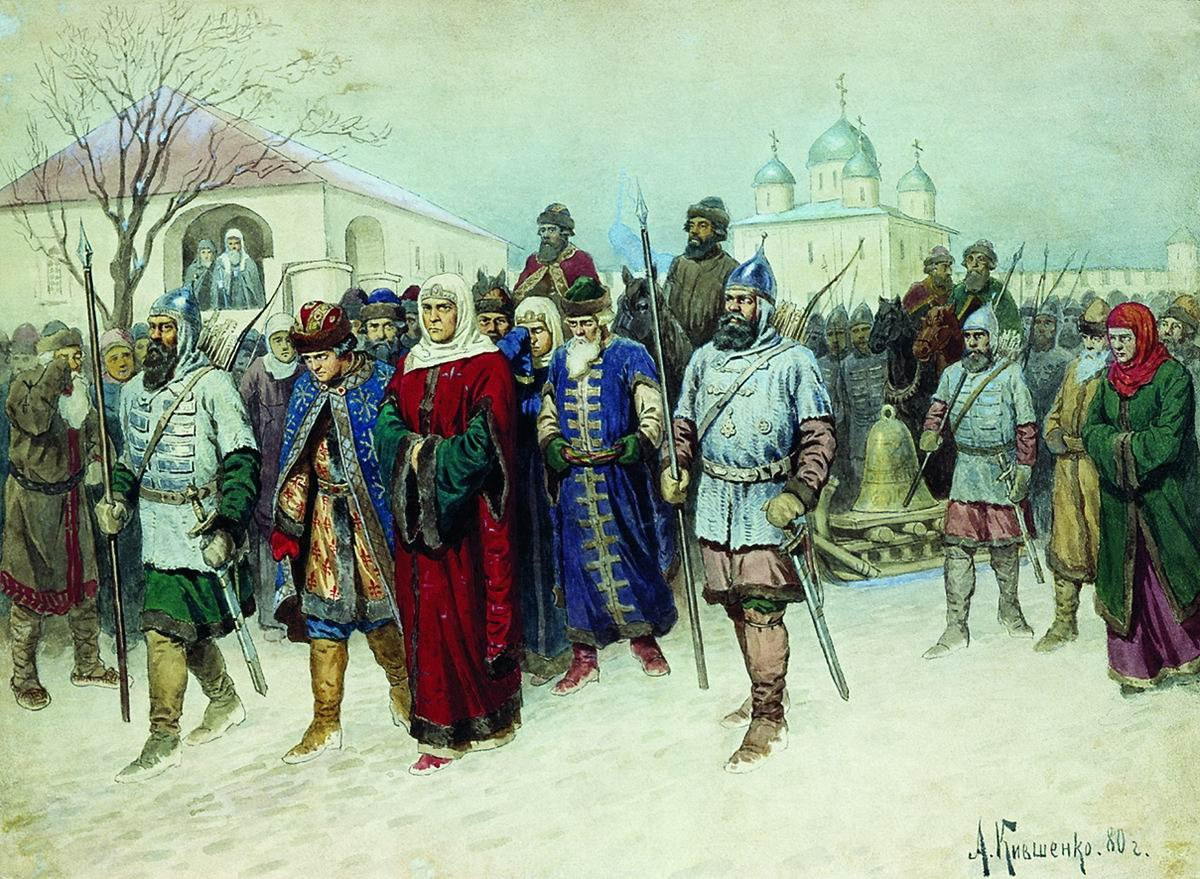
Marfa Possàdnitsa escortada a Moscou (seguida per la campana del vetxe), d'Aleksei Kivxenko

Tot i que Marfa va continuar confiant en el suport i intrigues lituans contra Moscou, Ivan III finalment va subjugar Nóvgorod set anys després. Marfa i els seus nets van ser posats sota custòdia i escortats a Moscou el 7 de febrer de 1478. Després que les seves terres fossin confiscades, segons la tradició, Marfa va ser forçada a prendre els hàbits a Nijni Nóvgorod, per bé que Gail Lenhoff argumenta que el seu destí, després del seu arrest és desconegut, d'igual manera que la data i circumstàncies de la seva mort.

## Avaluació històrica i record
Les més recents recerques expliquen que Marfa va ser utilitzada com a cap de turc per l'arquebisbe de Nóvgorod Feofil (1470-1480) per encobrir el seu paper en la caiguda de Nóvgorod, simulant que ell havia complert les seves obligacions segons el tractat. La història de les intrigues de Marfa contra el gran príncep va ser aparentment escrita al scriptorium de l'arquebisbe a mitjans de la dècada de 1470.
L'esdevenir tràgic de Marfa i la seva lluita per mantenir el govern republicà li van guanyar la simpatia dels historiadors i escriptors russos, especialment d'aquells del moviment romàntic. El seu personatge apareix en la novel·la curta de Nikolai Karamzín Marfa la Possàdnitsa, o la conquesta de Nóvgorod com també en un llibre de Dmitri Balaixov titulat Marfa Possàdnitsa. La seva història va fascinar Puixkin, que li va dedicar un assaig el 1830. Serguei Iessenin va escriure un poema sobre Marfa la Possàdnitsa el 1914.
Una estàtua de Marfa forma part del monument al Mil·lenari de Rússia a Nóvgorod.